# Annona glauca
Annona glauca este o specie de plante angiosperme din genul Annona, familia Annonaceae, descrisă de Heinrich Christian Friedrich Schumacher și Peter Thonning. Conține o singură subspecie: A. g. minor.